# Ударний (річковий монітор)
«Ударний» — річковий монітор ВМС СРСР. Це перший монітор, побудований заводом Кузня на Рибальському у Києві, і, одночасно перший монітор, побудований в СРСР. Брав участь у бойових діях на півдні України під час Другої світової війни. Потоплений 19 вересня 1941 року німецькою авіацією в районі Тендри.

## Конструкція корабля
Корабель був закладений за проектом СБ-12 1930 року як «самохідна плавуча батарея», але ще до спуску на воду 1932 року пере-класифікований на монітор. Його водотоннажність складала 385 тон, а осадка — 0,8 метрів. При побудові корабель був оснащений двома дизельними двигунами фірми МАН загальною потужністю 400 кінських сил, які забезпечували швидкість корабля до 9 вузлів (18,5 км/год). 1939 року під час модернізації корабля їх замінили на дизельні двигуни 38-КР-8 Коломенського заводу.
Головним озброєнням монітора були дві 130 міліметрові гармати у спеціально розроблених для цього корабля баштових установках Б-7. Зенітне узброєння корабля складали дві спарені установки 45 міліметрових гармат та 4 зчетверених установки кулеметів Максим. Слабкість зенітного озброєння (відсутність зенітних автоматичних гармат), а також її зосередження у кормовій частині (у носовій розміщувалися гармати головного калібру) й стали потім причиною загибелі корабля.

## Служба
Монітор увійшов до складу Дніпровської флотилії. Після її розформування у 1940 році увійшов до складу Дунайської флотилії. У її складі брав участь у боях на Дунаї, Південному Бузі, нижній течії Дніпра та Дніпровсько-Бузькому лимані влітку 1941 року. 19 вересня під час нальоту німецької авіації вибух авіабомби викликав детонацію боєзапасу корабля і він загинув.
 З екіпажу корабля вижило декілька чоловік, один з яких Посунько Микола Михайлович продовжив службу на Північному флоті на посаді комендора ТЩ-63.